# Нурре-Ланн
Нурре-Ланн (норв. Nordre Land) — коммуна в губернии Оппланн в Норвегии. Административный центр коммуны — город Докка. Официальный язык коммуны — букмол. Население коммуны на 2007 год составляло 6636 чел. Площадь коммуны Нурре-Ланн — 955,27 км², код-идентификатор — 0538.

## История населения коммуны
Население коммуны за последние 60 лет.

## Достопримечательности
- Наскальные изображения в Мёллерстуфоссене — несколько выбитых в камне изображений лося и ряда других животных. Площадь памятника составляет около 20 м². Размер крупнейшей из фигур в поперечнике составляет около 90 см. Петроглифы датируются концом 5 — началом 4 тыс. до н. э.